# Зейдан, Зейн ульд
Зейн ульд Зейдан (араб. الزين ولد زيدان‎; 1966, Тамшакет, Мавритания) — мавританский политик и государственный деятель, 10-й премьер-министр Мавритании (20 апреля 2007 — 6 мая 2008), банкир
, управляющий Центральным банком Мавритании (июль 2004—сентябрь 2006), педагог.

## Биография
Образование получил в Университетах Нуакшота и Ниццы. Некоторое время преподавал в Университете Ниццы, а затем вернулся в Мавританию, где преподавал в Университете Нуакшота, прежде чем заняться банковским делом.
В 2000 году — сотрудник Всемирного банка, позже работал экономическим советником президента Мавритании Маауйя ульд Сида Ахмеда Тайя. В июле 2004 года  назначен управляющим Центральным банком Мавритании, был практически единственным, сохранившим свой пост после августовского переворота 2005 года. Покинул этот пост в сентябре 2006 года из-за своего участия в президентских выборах. На президентских выборах, которые состоялись 11 марта 2007 года, был самым молодым кандидатом, баллотировавшимся как независимый кандидат.
С апреля 2007 по май 2008 года занимал пост премьер-министра Мавритании. Провозглашал новый способ ведения политики.